# Episodi di She-Ra e le principesse guerriere (terza stagione)
La terza stagione della serie animata She-Ra e le principesse guerriere, composta da 6 episodi, è stata interamente pubblicata su Netflix il 2 agosto 2019, in tutti i paesi in cui il servizio è disponibile.
| nº | Titolo originale              | Titolo italiano             | Pubblicazione |
| -- | ----------------------------- | --------------------------- | ------------- |
| 1  | The Price of Power            | Il prezzo del potere        | 2 agosto 2019 |
| 2  | Huntara                       | Huntara                     | 2 agosto 2019 |
| 3  | Once Upon a Time in the Waste | C'era una volta nel deserto | 2 agosto 2019 |
| 4  | Moment of Truth               | ll momento della verità     | 2 agosto 2019 |
| 5  | Remember                      | Ricorda                     | 2 agosto 2019 |
| 6  | The Portal                    | Il portale                  | 2 agosto 2019 |

## Il prezzo del potere
- Titolo originale: The Price of Power
- Diretto da: Steve Cooper
- Scritto da: Shane Lynch, Mandy Clotworthy, Gus Corrales, Olivier Malric e Charlemagne Co

### Trama
La Tessitrice d'Ombre, giunta a Bright Moon in fin di vita, vuole parlare solamente con Adora. Nel mentre, Catra attende la punizione di Hordak, il quale è impegnato nella costruzione di un portale assieme a Entrapta.

## Huntara
- Titolo originale: Huntara
- Diretto da: David Woo
- Scritto da: Laura Sreebny, Diana Huh, Angela Kim e Sam Szymanski

### Trama
Entrapta viene a sapere che Hordak è un clone difettoso dell'imperatore Horde e decide perciò di riparargli l'armatura che lo aiuta a restare in vita. Intanto Adora, Bow e Glimmer fanno la conoscenza di Huntara, la quale decide di far loro da guida attraverso il Deserto Cremisi.

## C'era una volta nel deserto
- Titolo originale: Once Upon a Time in the Waste
- Diretto da: Jen Bennett
- Scritto da: Josie Campbell, Jasmine Goggins, Mickey Quinn e Jessica Zammit

### Trama
Catra e Scorpia sono alla ricerca di Adora nel Deserto Cremisi, riuscendo subito ad adattarsi al nuovo ambiente. Huntara, Adora, Bow e Glimmer, nel mentre, esplorano la navicella precipitata nel deserto che scoprono appartenere a Mara.

## Il momento della verità
- Titolo originale: Moment of Truth
- Diretto da: DWooman
- Scritto da: Katherine Nolfi, Angela Kim e Sam Szymanski

### Trama
Dopo aver imprigionato Adora e averle preso la spada, Catra torna nella Zona della paura per ottenere il riconoscimento che merita da Hordak. La Tessitrice d'Ombre, Bow e tutte le principesse decidono allora di teletrasportarsi lì anche loro per salvare Adora. Al termine dell'episodio Catra, grazie alla spada, riesce ad attivare il portale, nonostante la contrarietà di Entrapta, la quale ha capito che il portale potrebbe distruggere la realtà.

## Ricorda
- Titolo originale: Remember
- Diretto da: Mandy Clotworthy
- Scritto da: Noelle Stevenson, Charlemagne Co, Steve Cooper e Olivier Malric

### Trama
Adora si risveglia nella Zona della paura, accanto all'amica Catra, in una realtà nella quale lei non ha mai defezionato dall'esercito e tutto sembra andare per il meglio. Adora però non pare convinta e le sembra che qualcosa non quadri. L'unica, oltre a lei, che sembra accorgersene è Scorpia. Solamente il successivo incontro con Madame Razz aiuta Adora a comprendere un modo per risolvere la situazione.

## Il portale
- Titolo originale: The Portal
- Diretto da: Jen Bennett
- Scritto da: Josie Campbell, Jasmine Goggins, Mickey Quinn e Jessica Zammit

### Trama
Adora, ancora intrappolata in questa strana realtà, si ritrova in una Bright Moon in cui re Micah è ancora vivo, dove viene presto intrappolata e interrogata, ma nessuno sembra crederle. Solamente dopo varie peripezie, Adora riesce a convincere Bow e Glimmer che questa non sia la vera realtà e, grazie al successivo sacrificio della regina Angella, il mondo, così com'era, viene ripristinato. Tuttavia la distorsione spazio-temporale permette a Horde di rintracciare finalmente Hordak.